# Tradycja jahwistyczna
Tradycja jahwistyczna – na gruncie hipotezy czterech źródeł te passusy ksiąg Tory, które pochodzą z dokumentu jahwistycznego (w skrócie J), jednego z czterech tekstów, z których kompilacji miał powstać Pięcioksiąg. Nazwa dokumentu pochodzi od imienia Boga (JHWH), którym najchętniej posługuje się jego autor. Uważa się, że do tradycji jahwistycznej przynależy mniej więcej połowa Księgi Rodzaju (m.in. alternatywny opis stworzenia z Rdz 2,4b-Rdz 4), początek Księgi Wyjścia oraz fragmenty Księgi Liczb.

## Charakterystyka Jahwisty na gruncie hipotezy czterech źródeł
Według założeń sformułowanej w połowie XIX wieku klasycznej hipotezy czterech źródeł Jahwista (J) miał tworzyć w X wieku p.n.e. na dworze króla Salomona, co czyniło jego dzieło najstarszym dokumentem źródłowym Pięcioksięgu. Na pierwszeństwo J wskazywał fakt, że jego poglądy teologiczne zgadzały się z wyobrażeniem, jakie XIX-wieczni uczeni mieli na temat tzw. religii pierwotnych. Jednocześnie teologia J nie presuponuje centralizacji kultu w Jerozolimie, który wprowadziła reforma króla Jozjasza z 622 roku p.n.e. – wydawało się więc wówczas, że z tego powodu musi być starsza niż rdzeń Deuteronomium. Zgodnie z koncepcją Hermanna Gunkela Jahwista miał spisać i ujednolicić tradycje ustne, sięgające czasów patriarchów. Tradycje te obejmują opowieści o prapoczątkach, historie patriarchów oraz historię wyjścia z Egiptu i wędrówki po Synaju.

## Nowe koncepcje na temat Jahwisty
Od lat 70. XX wieku tradycja jahwistyczna jest najczęściej i najmocniej krytykowanym elementem klasycznej hipotezy czterech źródeł. Częściowo wynika to z podważenia poglądów dawniejszych uczonych na temat rozwoju religii żydowskiej, przedmonarchicznego Izraela i historycznej wartości przekazu J. Przede wszystkim jednak wczesna datacja J nie wyjaśnia, dlaczego najwcześniejsi prorocy, którzy według dokumentarystów (zwolenników hipotezy czterech źródeł) mieli działać po J, nie znają jego wersji dziejów Izraela, w której opowieści o patriarchach i eksodus tworzą jedną, zintegrowaną i sensowną historię. Jednocześnie jest wiele językowych, tematycznych i teologicznych związków między J a literaturą okresu wygnaniowego i późniejszą. Z tego powodu większość współczesnych biblistów umieszcza J w okresie babilońskim, wskazując, że pisał po i w opozycji do D, ale przed P.

### Historia jeruzalemska
Współcześni zwolennicy wczesnej datacji J zgadzają się, że prawdopodobnie nie mógł on powstać ani tak wcześnie, jak zakładała klasyczna hipoteza czterech źródeł, ani w takiej formie. Erich Zenger sformułował więc hipotezę „historii jeruzalemskiej” (Jerusalemer Geschichtswerk, JG) – krótkiego dzieła historycznego napisanego około roku 700 p.n.e., stanowiącego opracowanie najważniejszych tradycji ustnych na temat najdawniejszych dziejów Izraela. Dzieło miało powstać w reakcji na upadek północnego królestwa w 722 roku p.n.e. i pozostawać pod wpływem pierwszych proroków. Jego tekst miał być następnie rozbudowany w okresie wygnaniowym przez autorów deuteronomistycznych aż do postaci zbliżonej do J z klasycznej hipotezy czterech źródeł.

### Jahwista w Babilonie
Zwolennicy datowania Jahwisty na okres niewoli babilońskiej zwracają uwagę, że J tworzy nie tylko chronologicznie po D, ale również w opozycji do niego. Inaczej niż w tradycji deuteronomicznej, Bóg J nie jest obecny wyłącznie w jerozolimskiej świątyni, od której przebywający w Babilonie Żydzi zostali odcięci, ale towarzyszy Żydom wszędzie, również na wygnaniu w Egipcie. J wprowadza motyw przymierza Boga z Abrahamem i innymi patriarchami: są one bezwarunkowe i unilateralne, a ponieważ miały miejsce przed opisanym przez D przymierzem z Mojżeszem (warunkowym i bilateralnym), są niejako ważniejsze i bardziej fundamentalne. Na gruncie tych wcześniejszych przymierzy może się dokonać redefinicja przebywającego w niewoli narodu żydowskiego, który zyskuje tożsamość etniczną (pochodzenie od Abrahama) w miejsce wyrażonej w tradycji deuteronomicznej tożsamości państwowej. W ramach zaproponowanej przez Johna Van Setersa hipotezy uzupełnień dokument jahwistyczny miał być w okresie perskim uzupełniony przez autora ze środowiska kapłańskiego (P).

## Passusy jahwistyczne w Biblii
Tradycyjnie jahwiście przypisuje się następujące passusy Pięcioksięgu:
| Część                                                                                        | Temat               | Fragmenty      |
| Prahistoria                                                                                  |                     |                |
| -------------------------------------------------------------------------------------------- | ------------------- | -------------- |
| Prahistoria                                                                                  | Stworzenie i upadek | Rdz 2,4b–3,24* |
| Prahistoria                                                                                  | Kain i Abel         | Rdz 4*         |
| Prahistoria                                                                                  | Potop               | Rdz 6,5-8,22*  |
| Prahistoria                                                                                  | Noe                 | Rdz 9,18-26*   |
| Prahistoria                                                                                  | Genealogia          | Rdz 10,8-30*   |
| Prahistoria                                                                                  | Wieża Babel         | Rdz 11,1-9*    |
| Patriarchowie                                                                                |                     |                |
| Abraham, Sara i Lot                                                                          | Rdz 12-13*          |                |
| Ucieczka Hagar                                                                               | Rdz 16*             |                |
| Abraham, Lot i Sodoma                                                                        | Rdz 18-19*          |                |
| Rebeka żoną Izaaka                                                                           | Rdz 24*             |                |
| Narodziny Ezawa i Jakuba                                                                     | Rdz 25,21-34*       |                |
| Błogosławieństwo Jakuba                                                                      | Rdz 27*             |                |
| Drabina Jakuba                                                                               | Rdz 28,10-22*       |                |
| Narodziny dzieci Jakuba                                                                      | Rdz 29-31*          |                |
| Jakub i Ezaw                                                                                 | Rdz 32-33*          |                |
| Narodziny Beniamina, śmierć Rachel                                                           | Rdz 35*             |                |
| Historia Józefa                                                                              | Rdz 37*.39-50*      |                |
| Wyjście z Egiptu                                                                             |                     |                |
| Prześladowania w Egipcie                                                                     | Wj 1*               |                |
| Mojżesz                                                                                      | Wj 2-5*             |                |
| Dziesięć plag                                                                                | Wj 7,14-12,39*      |                |
| Przejście przez morze                                                                        | Wj 13,17-14,31*     |                |
| Droga przez pustynię                                                                         | Wj 15-17*           |                |
| Objawienie Boga                                                                              | Wj 18-20*.24*       |                |
| Złoty cielec                                                                                 | Wj 32*              |                |
| Ziemia Obiecana                                                                              |                     |                |
| Odkrycie ziemi                                                                               | Lb 13-14*           |                |
| Balaam                                                                                       | Lb 22-24*           |                |
| * W ramach wyżej wymienionych miejsc, nie wszystkie pojedyncze wersy należą do tradycji "J". |                     |                |